# Руководство Азербайджанской ССР
Высшим законодательным органом Азербайджанской ССР в 1920—1938 годах был Съезд Советов, а в 1938—1991 годах — однопалатный Верховный Совет, депутаты которого (кроме выборов 1990 года), после обязательного одобрения руководством Компартии Азербайджана, избирались на безальтернативной основе на 4 года (с 1979 года — на 5 лет). Верховный Совет не был постоянно действующим органом, его депутаты собирались на сессии продолжительностью в несколько дней 2-3 раза в год. Для ведения повседневной административной работы Верховный Совет избирал постоянно действующий Президиум, номинально выполнявший функции коллективного главы республики.
Во время перестройки, в мае 1990 года Президиум Верховного совета Азербайджанской ССР был расформирован, и его функции переданы Председателю Верховного совета. Одновременно с этим, был введён пост Президента Азербайджанской ССР. На этот пост Верховным советом был избран на тот момент Первый секретарь ЦК Компартии, что создало таким образом условия для плавного перехода руководства от партийных структур к парламентским.
После Августовского путча 1991 года деятельность Компартии Азербайджана была приостановлена, и руководство полностью перешло к Президенту республики. 30 августа 1991 года Верховный Совет Азербайджана принял декларацию «О восстановлении государственной независимости Азербайджанской Республики». 18 октября был принят Конституционный акт «О государственной независимости Азербайджанской Республики».

## Лидеры Азербайджанской ССР
| #  | Имя                           | Портрет | Период руководства                 | Должность                                                              |
| -- | ----------------------------- | ------- | ---------------------------------- | ---------------------------------------------------------------------- |
| 1  | Мирза Давуд Гусейнов          |         | 28 апреля 1920 — 23 июля 1920      | Председатель Президиума ЦК КП(б)А                                      |
| 2  | Виктор Иванович Нанейшвили    |         | 23 июля 1920 — 9 сентября 1920     | Председатель Президиума ЦК КП(б)А                                      |
| 3  | Елена Дмитриевна Стасова      |         | 9 сентября 1920 — 15 сентября 1920 | Председатель Президиума ЦК КП(б)А                                      |
| 4  | Владимир Елизбарович Думбадзе |         | 15 сентября 1920 — 24 октября 1920 | Председатель Президиума ЦК КП(б)А                                      |
|    | Григорий Наумович Каминский   |         | 24 октября 1920 — 24 июля 1921     | Ответственный секретарь ЦК КП(б)А                                      |
| 1  | Сергей Миронович Киров        |         | 24 июля 1921 — январь 1926         | Первый секретарь ЦК КП(б)А                                             |
| 2  | Левон Исаевич Мирзоян         |         | январь 1926 — 5 августа 1929       | Первый секретарь ЦК КП(б)А                                             |
| 3  | Николай Фёдорович Гикало      |         | 5 августа 1929 — август 1930       | Первый секретарь ЦК КП(б)А                                             |
| 4  | Владимир Иванович Полонский   |         | август 1930 — январь 1933          | Первый секретарь ЦК КП(б)А                                             |
| 5  | Рубен Гукасович Рубенов       |         | январь 1933 — декабрь 1933         | Первый секретарь ЦК КП(б)А                                             |
| 6  | Мир Джафар Багиров            |         | 15 декабря 1933 — 6 апреля 1953    | Первый секретарь ЦК КП(б)А; Первый секретарь ЦК КП Азербайджана c 1952 |
| 7  | Мир Теймур Якубов             |         | 6 апреля 1953 — 12 февраля 1954    | Первый секретарь ЦК КП Азербайджана                                    |
| 8  | Имам Мустафаев                |         | 16 февраля 1954 — 8 июля 1959      | Первый секретарь ЦК КП Азербайджана                                    |
| 9  | Вели Ахундов                  |         | 10 июля 1959 — 14 июля 1969        | Первый секретарь ЦК КП Азербайджана                                    |
| 10 | Гейдар Алиев                  |         | 14 июля 1969 — 3 декабря 1982      | Первый секретарь ЦК КП Азербайджана                                    |
| 11 | Кямран Багиров                |         | 3 декабря 1982 — 21 мая 1988       | Первый секретарь ЦК КП Азербайджана                                    |
| 12 | Абдул-Рахман Везиров          |         | 21 мая 1988 — 20 января 1990       | Первый секретарь ЦК КП Азербайджана                                    |
| 13 | Аяз Муталибов                 |         | 25 января 1990 — 18 мая 1990       | Первый секретарь ЦК КП Азербайджана                                    |
| 14 | Аяз Муталибов                 |         | 18 мая 1990 — 14 сентября 1991     | Первый секретарь ЦК КП Азербайджана — Президент Азербайджанской ССР    |

## Председатели Президиума Верховного Совета Азербайджанской ССР
- Мир Башир Касумов (21 июля 1938 — 23 апреля 1949)
- Должность вакантна (23 апреля 1949 — 18 мая 1949)
- Назар Гейдаров (18 мая 1949 — 9 марта 1954)
- Мирза Ибрагимов (9 марта 1954 — 23 января 1958)
- Ильяс Абдуллаев (23 января 1958 — 25 ноября 1959)
- Сафтар Джафаров (25 ноября 1959 — 18 ноября 1961)
- Должность вакантна (18 ноября 1961 — 29 декабря 1961)
- Мамед Искендеров (29 декабря 1961 — 25 декабря 1969)
- Курбан Халилов (25 декабря 1969 — 30 декабря 1985)
- Сулейман Татлиев (30 декабря 1985 — 22 июня 1989)
- Эльмира Кафарова (22 июня 1989 — 18 мая 1990)

## Председатели Верховного Совета Азербайджанской ССР 1990—1991 гг.
В мае 1990 года Президиум Верховного совета Азербайджанской ССР был расформирован, как и в других союзных республиках, и его функции переданы Председателю Верховного совета. Таким образом, при сходном названии, должность Председателя Верховного совета Азербайджанской ССР в 1990—1991 годах по содержанию весьма отличалась от одноимённой должности до 1990 года.
- Эльмира Кафарова (18 мая 1990 — 5 марта 1992)

## Председатели Совета министров Азербайджанской ССР
- Председатели Совета министров (Совнаркома) Азербайджанской ССР